# シーマ・マラカヤ寺院
シーマ・マラカヤ寺院 (シンハラ語: සීමා මාලකය) は、スリランカの西部州コロンボにある寺院。
ベイラ湖湖上に建っており、建物はスリランカを代表する建築家、ジェフリー・バワによって設計された。管理運営は近くにあるガンガラーマ寺院によりなされている。